# Айзенгайм
Айзенгайм (нім. Eisenheim) — громада в Німеччині, розташована в землі Баварія. Підпорядковується адміністративному округу Нижня Франконія. Входить до складу району Вюрцбург. Складова частина об'єднання громад Естенфельд.
Площа — 11,56 км2. Населення становить 1321 ос. (станом на 31 грудня 2020).